# Pseudobombax palmeri
Pseudobombax palmeri là một loài thực vật có hoa trong họ Cẩm quỳ. Loài này được (S. Watson) Dugand miêu tả khoa học đầu tiên năm 1943.